# Mormopterus kalinowskii
Mormopterus kalinowskii is een zoogdier uit de familie van de bulvleermuizen (Molossidae). De wetenschappelijke naam van de soort werd voor het eerst geldig gepubliceerd door Thomas in 1893.

## Voorkomen
De soort komt voor in Peru en Chili.